# Windows 98
是微软于1998年推出的电脑操作系统，是第二个基于DOS的混合的16位/32位Windows系统，是Windows 9x系列的一部分，其版本號為4.1，開發代號為Memphis。于1998年5月15日发行RTM版本，零售版则于6月25日发行。

## 特點
这个新的系统是基于Windows 95编写的，它改良硬件标准的支持，例如MMX和AGP。其它特性包括对FAT32文件系统的支持、多显示器、Web TV的支持。整合到Windows图形用户界面的Internet Explorer称为活动桌面（Active Desktop）。
此外并在内存管理中，改进Windows 95在同一存储区段混合存放的16位与32位的程序码，易导致一个程序出错就会连带造成整个系统崩溃的问题。从Windows 98开始，存储管理上有革新的进步，即是将16位与32位程序码放在不同记忆体区段执行，一旦某一應用程序發生错误，可以单独关闭该程序，不影响整个系统持续正常的运作。
从Windows 98开始的多任务操作系统，也与Windows 95的抢占式多任务处理有着完全不同的改善。它可以由使用者决定是平均分配系统资源进行多任务操作，或是将某一个较不急于达成、或完成时间较长的程式设为背景（后台）执行，高度增加了多任务的实用性。
在Windows 98中，微软新增一个名为Windows Update的组件，此组件可以自动从微软官网下载系统的重大更新（2011年停止）。
從Windows 98開始，繁體中文版Windows如果在Windows安裝過程中選擇的國家地區不為台灣（如選擇的是香港），安裝後系統日曆將只有西曆（即公歷）可用。

## 第二版
Windows 98 SE（Second Edition，第二版）发行於1999年5月5日（也有1999年6月10日这样的说法，可能是中文版的发布时间）。它修复了许多问题，包括一系列的改进，例如Internet Explorer 5、Windows Netmeeting 3、Internet Connection Sharing、对DVD-ROM和对USB的支持。核心部分上，Windows 98 SE增加了影音流媒体的接收能力以及5.1声道的支援。

## 系統需求
| 硬件     | 最低配置 | 备注                         |
| -------- | --- | ---------------------------- |
| CPU      | Intel 80486 66 MHz或更高的处理器 | 推荐使用奔腾处理器           |
| 内存     | 16 MB |                              |
| 硬盘空间 | - 从Windows 3.1或95升级：120–295 MB（通常为 195 MB）。 - 全新安装（FAT16）：165–355 MB（通常为 225 MB）。 - 全新安装（FAT32）：140–255 MB（通常为 175 MB） |                              |
| 显卡     | VGA或更高分辨率显示器（640×480） |                              |
| 媒体设备 | CD-ROM或DVD-ROM驱动器 | 也可使用软盘安装，但速度很慢 |
| 输入设备 | Microsoft鼠标或兼容的指针设备 |                              |

## 市場反應
由于Windows 98是一个16位和32位的混合操作系统以及基于Windows 9x内核，它运行中仍然容易出现问题，例如蓝屏死机發生機率過高。
Windows 98被人批评为没有足够的革新，第二版被批评不能在第一版的基础上自由升级，但这仅限于OEM版的98SE，只要是98SE正式销售版，依然可以從98第一版上进行直接升级。
Windows 98的后续产品是Windows Me。

## 產品生命週期
根据微软的消费者产品生命周期政策，对Windows 98的支持计划于2003年6月30日结束，然而，在2002年12月，微软将支持延长至2004年1月16日。2004年1月13日，以新兴市场的支持量为由，最终支持结束日期再次延长至2006年7月11日。
2002年6月30日，Windows 98的零售供应按计划结束，后来由于微软与Sun Microsystems达成的Java相关的和解条款，微软完全无法以任何形式（MSDN或其他形式）提供。
在Windows 98支持结束后，Windows Update网站仍然可用，然而，在2011年期间，Windows Update v4网站退休，并从其服务器上删除了Windows 98和Windows 98 SE的更新。

## 流行文化

### 音乐
- 1999年—《NEW BOY》：歌手朴树演唱，描绘了1999年的人们对2000年的想象，歌词中出现了奔腾电脑和Windows 98等直接意象。